# Asterix – gallernas hjälte
Asterix – gallernas hjälte, (franska: Astérix et la surprise de César) är en fransk animerad film från 1985 i regi av Gaëtan och Paul Brizzi. Filmen är den första av Asterixfilmerna som kom på 1980-talet. Den tar ett stort avsteg från de tidigare filmerna då man inte bara introducerade en ny och en väldigt åttiotalsbaserad titelmelodi (Asterix est La av Plastic Bertrand), men också mer flytande animation och mer dramatisk handling, samt en del mörka scener. Manuset är skrivet av Goscinny och Uderzos vän Pierre Tchernia och är till huvuddelen baserad på albumen Asterix drar i fält och Asterix som gladiator.

## Handling
Filmen börjar med att Obelix förälskar sig i hövdingens brorsdotter Lillfixa. Hans hjärta krossas dock snabbt när han får reda på att hon är förlovad med den stilige Tragicomix. Det kärleksfulla paret är ute och går i skogen då de tillfångatas av en grupp romare ledda av en ny ung rekryt som är ute efter att imponera på en centurion i det romerska lägret. Centurionen blir dock rasande då han vet att gallerna kommer attackera deras läger för att befria sina vänner. Lillfixa, Tragicomix och den nya rekryten skickas till främlingslegionen och den yttersta utposten i det romerska riket (i Sahara) medan centurionen och hans trupp förbereder sig för strid.
De ilskna gallerna vänder upp och ner på lägret och därefter skickas Asterix och Obelix för att hitta Lillfixa och Tragicomix. Utklädda till romare ger sig de iväg för att försöka rädda sina vänner.
I Sahara lyckas Tragicomix och Lillfixa fly från romarna men tillfångatas i öknen av afrikanska slavhandlare och säljs därefter till Julius Caesar (eller snarare skänks som den humoristiska scenen visar). Efter ha trotsat Caesar döms de till döden vid den stora grand finale på Circus Maximus vid Colosseum då de ska kastas till lejonen.
Asterix och Obelix spårar paret till Rom (efter en kort tripp i Egypten) och försöker hitta mannen som hade köpt dem (den skrupelfrie Caius Trubbius, chefen för gladiatorskolan). I ett desperat försök att rekrytera Asterix och Obelix beordrar Caius Trubbius sina medhjälpare att tillfångata dem. De lyckas tillfångata Asterix som har tappat bort sin trolldryck. Den natten översvämmas hans cell och han drunknar nästan. Han räddas av Obelix som tappar bort sin hund Idefix på kuppen men som faktiskt försöker rädda trolldrycken medan han studsar runt i Roms kloaker under regnstormen.
I ett försök att rädda paret blir Asterix och Obelix medlemmar i gladiatorskolan. Efter att ha strulat till hela föreställningen på den stora dagen släpper Caesar ut lejonen. Idefix gör ett tappert språng från lejonburen ut på arenan och ger Asterix drycken. Han kastar den till Tragicomix. Medan Asterix och Tragicomix, styrkta av trolldrycken, slåss mot lejonen distraheras Obelix av Lillfixa och springer rakt in i en pelare och gör så att en tredjedel av Colosseum rasar (och ger den dess moderna utseende). Föreställningen är nu över och publiken har evakuerats och då friger Caesar gallerna.
Filmen slutar med den vanliga festmåltiden hemma i byn och att hövdingen snubblar över ett rep med korv och studsar runt på matbordet med ett par vintunnor.

## Rollista (i urval)
Denna lista visar en filmdubbning som gick på bio och som även finns utgiven på VHS och DVD, och en ljudboksversion med flera delar ur filmen från 1991 som gavs ut på kassettband samma år. Denna inspelning är inte filmversionen, utan en nyinspelad version speciellt för ljudboksformat.
| Figur                    | Originalröst                                  | Svensk dubbning (1987) | Svensk ljudbok (1991) |
| ------------------------ | --------------------------------------------- | ---------------------- | --------------------- |
| Asterix                  | Roger Carel                                   | Bo Maniette            | Bert-Åke Varg         |
| Obelix                   | Pierre Tornade                                | Jan Koldenius          | Ulf Larsson           |
| Caius Trubbius           | Pierre Mondy                                  | Peter Wanngren         |                       |
| Julius Caesar            | Serge Sauvion                                 | Sten Nilsson           | Sture Ström           |
| Miraculix                | Henri Labussière                              | Ulf Källvik            | Lars Hansson          |
| Bestialis                | Roger Lumont                                  | Sten Carlberg          |                       |
| Lillfixa                 | Séverine Morisot (tal) Danielle Licari (sång) | Monica Forsberg        | Elisabeth Nordkvist   |
| Tragicomix               | Thierry Ragueneau                             | Peter Wanngren         | Leif Ahrle            |
| Majestix                 | Jean-Pierre Darras                            | Sten Carlberg          | Lars Lind             |
| Decurion Superbus        | Patrick Prejean                               | Ulf Johansson          |                       |
| Speaker vid romscirkusen | Nicolas Silberg                               | Ingemar Carlehed       |                       |
| Vinjettsång              | Plastic Bertrand                              | Roger Storm            |                       |

För den svenska översättningen och regin stod Monica Forsberg på KM Studio. Övriga svenska röster: Ulf Johanson, Ingemar Carlehed, Ulf Källvik, Sten Carlberg, Roger Storm, Bertil Engh, Acke Svensson, Sten Nilsson.

## Ljudbok
Filmen är baserad på två album, Asterix drar i fält och Asterix som gladiator. 1991 gjordes en kassettljudbok som baseras på Asterix drar i fält.